# Harmothoe discoveryae
Harmothoe discoveryae är en ringmaskart som beskrevs av Pettibone 1993. Harmothoe discoveryae ingår i släktet Harmothoe och familjen Polynoidae. Inga underarter finns listade i Catalogue of Life.